# Adressfält
Adressfältet är ett fält i användargränssnittet till de flesta grafiska webbläsare, i vilket man skriver in en webbadress till en webbsida eller annat mål som man vill besöka. Jämför statusraden, där länkadressen brukar synas då man för pekaren över en länk.
Oftast syns i adressfältet adressen till den sida man är på, vilken genom omdirigeringar kan vara en annan än den man själv angivit. Genom bild av lås och olika färgkoder anger webbläsaren hur pålitlig den anser webbsidan vara. Många webbläsare kan indikera i adressfältet om förbindelsen är säker (krypterad och verifierad).
Då användaren anger en ofullständig adress kompletteras denna av webbläsaren med mer eller mindre avancerade metoder, exempelvis så att "http://" läggs till i början och datorns adress kompletteras med "www." som datorns namn före och en toppdomän såsom .com eller .se efter domännamnet. Vissa webbläsare använder en söktjänst (Google eller liknande) ifall dessa försök inte leder till resultat.

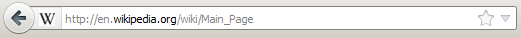
Ett exempel på adressraden vid en okrypterad förbindelse.

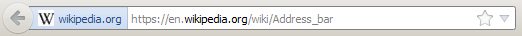
Ett exempel på adressraden vid en krypterad "säker" förbindelse.